# 罐子鄉 (鄰水縣)
罐子鄉（罐子公社、東方紅公社），是四川省鄰水縣下轄的一個鄉鎮級行政單位。

## 沿革[1]
1953年9月4日，第八區(豐禾區)公所從八耳鄉划出一部分，增設罐子鄉人民政府。1956年1月16日，罐子鄉人民政府改稱罐子鄉人民委員會。1958年9月22日，罐子 鄉人委改稱罐子人民公社。1966年5月「文革」開始後，罐子人民公社工作受到干擾。1967 年1月破「四舊」時。罐子人民公社改稱東方紅人民公社。3月，由公社武裝幹部和群眾代表主持成立了東方紅人民公社生產辦公室，負責公社日常工作。1968年12月20日，經縣人武部黨委批准，東方紅人民公社革命委員會成立。1973年5月12日，經地革委批准，東方紅人民公社革委會復稱罐子人民公社革命委員會。1976年l0月粉碎「四人幫」後，罐子人民公社的行政組織機構仍然是革命委員會。1981年3月，縣委決定撤銷罐子人民公社革委會，建立罐子人民公社管理委員會，管委會設正、副主任。同年12月，為在一個地區內公社不重名，經達縣地區行署批准，罐子人民公社管委會改為風洞人民公社管委會。